# Evgeny Alexandrovitch Sholpo
Evgeny Alexandrovitch Sholpo (russe : Евгений Александрович Шолпо), né le 23 avril 1891 (le 11 sur le calendrier julien) et mort le 5 janvier 1951, est un inventeur soviétique. 
Il a notamment créé vers 1930, au laboratoire central des communications câblées, à Leningrad, le variophone, un synthétiseur analogique utilisant un capteur électro-optique, pour produire son et musique.
Il l'utilise dans des films d'animation expérimentaux, utilisant des variations de formes géométriques et de l'animation de papiers découpés.

## Œuvres
- « Sinphoniya Mira » («СИМФОНИЯ МИРА», 1932)[2]